# Éva Seres
Éva Seres (Budapest, 5 aprile 1974) è un'ex cestista ungherese.

## Carriera
Con l'Ungheria ha disputato i Campionati mondiali del 1998 e quattro edizioni dei Campionati europei (1995, 1997, 2001, 2003).